# Kaare Lien
Kaare Lien (ur. 9 listopada 1935 w Skoger, Norwegia jako Kåre Lien) – kanadyjski skoczek narciarski norweskiego pochodzenia, uczestnik Zimowych Igrzysk Olimpijskich 1964.
W konkursie skoków w ramach Mistrzostw Świata w Narciarstwie Klasycznym 1962 w Zakopanem na obiekcie K-60 zajął 58. miejsce, a na skoczni K-90 był 55. Wziął także udział w konkursach skoków na igrzyskach w 1964, w których zajął 43. miejsce na skoczni normalnej i 45. na skoczni dużej.
5 stycznia 1964 na skoczni w Innsbrucku zajął 49. miejsce w konkursie Turnieju Czterech Skoczni.

## Osiągnięcia

### Igrzyska olimpijskie
| Igrzyska        | Data             | Skocznia | Konkurs | Skok 1    | Skok 1 | Skok 2    | Skok 2 | Skok 3    | Skok 3 | Nota łączna | Miejsce | Strata | Zwycięzca        | Źródło |
| Igrzyska        | Data             | Skocznia | Konkurs | Odległość | Nota   | Odległość | Nota   | Odległość | Nota   | Nota łączna | Miejsce | Strata | Zwycięzca        | Źródło |
| --------------- | ---------------- | -------- | ------- | --------- | ------ | --------- | ------ | --------- | ------ | ----------- | ------- | ------ | ---------------- | ------ |
| 1964, Innsbruck | 31 stycznia 1964 | normalna | ind.    | 72,0      | 93,9   | 72,0      | 94,4   | 69,0      | 90,2   | 188,3       | 43.     | 41,6   | Veikko Kankkonen | [ 5 ]  |
| 1964, Innsbruck | 9 lutego 1964    | duża     | ind.    | 83,5      | 91,4   | 73,0      | 83,9   | 62,0      | 74,0   | 175,3       | 45.     | 55,4   | Toralf Engan     | [ 6 ]  |

### Mistrzostwa świata
| Mistrzostwa    | Data           | Skocznia | Konkurs | Skok 1    | Skok 1 | Skok 2    | Skok 2 | Skok 3    | Skok 3 | Nota łączna | Miejsce | Strata | Zwycięzca        | Źródło |
| Mistrzostwa    | Data           | Skocznia | Konkurs | Odległość | Nota   | Odległość | Nota   | Odległość | Nota   | Nota łączna | Miejsce | Strata | Zwycięzca        | Źródło |
| -------------- | -------------- | -------- | ------- | --------- | ------ | --------- | ------ | --------- | ------ | ----------- | ------- | ------ | ---------------- | ------ |
| 1962, Zakopane | 21 lutego 1962 | normalna | ind.    | 63,0      | 70,3   | 57,5      | 83,7   | 60,0      | 81,0   | 164,7       | 58.     | 58,9   | Toralf Engan     | [ 1 ]  |
| 1962, Zakopane | 25 lutego 1962 | duża     | ind.    | 80,0      | 84,4   | 80,0      | 83,4   | 84,5      | 89,9   | 174,3       | 55.     | 67,1   | Helmut Recknagel | [ 2 ]  |